# Новосущёвская улица
Новосущёвская улица — улица в Москве в Тверском районе (ЦАО) и в районе Марьина Роща (СВАО), между Селезнёвской улицей и улицей Сущёвский Вал.

## История
Улица возникла на месте каскада прудов на реке Неглинной. В границах Садового кольца река была заключена в трубу в начале XIX века, а пруды к северу от Селезнёвской улицы были осушены столетием позже. С 1914 года улица сохраняет название Новосущёвской слободы XVII века, в отличие от Старой Сущёвской слободы.

## Расположение
Новосущёвская улица проходит с юга на север от Селезнёвской улицы до Сущёвского вала. Начинается как продолжение 3-го Самотёчного переулка от его пересечения с Селезнёвской улицей и переулком Достоевского, проходит сначала на северо-запад мимо стадиона «Слава», где на неё выходит переулок Чернышевского, пересекает Перуновский переулок, Минаевский (слева) и Новосущёвский (справа) переулки, Минаевский проезд (слева) и 2-й Вышеславцев переулок (справа) и выходит на улицу Сущёвский Вал у Новосущёвского бизнес-центра.

## Учреждения и организации
По нечётной стороне:
- № 7А — коррекционная школа-интернат № 35;
- № 19Б — АНО «Системы трудовых отношений и безопасности труда»; НТЦ «Промтехэкспертиза»; инженерный консалтинговый центр «Промтехбезопасность»; Стальинтекс;
- № 37/4 — коммерческий банк «Техноком»;

По чётной стороне:
- № 24 — Дом физической культуры Российского университета транспорта (МИИТ).